# ГЕС Đăk R’Tih 2
ГЕС Đăk R’Tih 2 – гідроелектростанція у південній частині В’єтнаму. Знаходячись після ГЕС Đăk R’Tih 1, становить нижній ступінь дериваційного каскаду на основі ресурсі із річки Đăk R’Tih, правої притоки Донг-Най (тече у південному напрямку до злиття на околиці Хошиміна з річкою Сайгон, після чого під назвою Soài Rạp досягає Південно-Китайського моря). 
Відпрацьована на станції верхнього рівня вода повертається у Đăk R’Tih за 1,3 км від чергової греблі. Ця споруда відводить ресурс у прокладений через лівобережний масив дериваційний тунель довжиною біля 3 км, котрий перетинає водорозділ та виводить до наземного машинного залу. Останній споруджений на правому березі Донг-Най дещо вище від устя Đăk R’Tih та машинного залу ГЕС Донг-Най 4. 
Основне обладнання станції становлять дві турбіни типу Френсіс потужністю по 31 МВт, які працюють при напорі у 110 метрів.
Видача продукції відбувається по ЛЕП, розрахованій на роботу під напругою 220 кВ.